# Surinaamse parlementsverkiezingen 1901
De Surinaamse parlementsverkiezingen in 1901 vonden plaats in mei van dat jaar. 
Er konden vier leden voor de Koloniale Staten gekozen worden in verband met het periodiek aftreden van I. da Costa, A. van 't Hoogerhuys, S. Muller van Voorst en R.A. Tammenga. Deze vier personen waren door de gouverneur benoemd terwijl de andere negen Statenleden gekozen waren. Na deze verkiezingen waren dus alle dertien Statenleden gekozen.
| Kandidaat                                            | Stemmen in de eerste ronde | resultaat |
| ---------------------------------------------------- | -------------------------- | --------- |
| J.E. Abarbanel                                       | 18                         | x         |
| I. da Costa                                          | 147                        | gekozen   |
| D. Geester                                           | 10                         | x         |
| J.J. Heilbron                                        | 19                         | x         |
| A. van 't Hoogerhuys                                 | 166                        | gekozen   |
| S. Muller van Voorst                                 | 142                        | gekozen   |
| J.B. Nassy                                           | 17                         | x         |
| R.A.P.C. O'Ferrall                                   | 17                         | x         |
| A.J. baron Schimmelpenninck van der Oye              | 11                         | x         |
| R.A. Tammenga                                        | 122                        | gekozen   |
| tientallen andere personen met minder dan 10 stemmen |                            |           |

Bij deze verkiezingen mochten alleen mannen die aan bepaalde voorwaarden voldeden (censuskiesrecht) stemmen. Bij de eerste ronde waren er 196 geldig uitgebrachte stembiljetten waarbij een kiezer voor meer dan een kandidaat kon stemmen. Er waren vier zetels te verdelen en om in de eerste ronde gekozen te kunnen worden had een kandidaat de stem nodig van meer dan de helft van de geldig uitgebrachte stembiljetten (minstens 99 stemmen). Precies vier kandidaten voldeden aan die voorwaarde zodat er geen tweede ronde nodig was.
Na deze verkiezingen had de Koloniale Staten de volgende dertien leden:
| Naam                 | Bijzonderheden |
| -------------------- | -------------- |
| C.J. Heylidy         | voorzitter     |
| A. Salomons          | vicevoorzitter |
| I. da Costa          |                |
| R.A. Tammenga        |                |
| T.L. Ellis           |                |
| F.C. Curiel          |                |
| F.W. Hensen          |                |
| A. van 't Hoogerhuys |                |
| M.S. van Praag       |                |
| F.C. Gefken          |                |
| S. Muller van Voorst |                |
| D. Coutinho          |                |
| J.E. Muller          |                |

Een jaar later zouden de verkiezingen gaan over alle dertien zetels.